# Comitatul Torrance, New Mexico
Comitatul Torrance (în engleză Torrance County) este un comitat din statul New Mexico, Statele Unite ale Americii. Conform recensământului din 2010 avea o populație de 16.383 de locuitori. Reședința comitatului este orașul Estancia.

## Geografie

### Comitate adiacente
- Comitatul Santa Fe - nord
- Comitatul San Miguel - nord
- Comitatul Guadalupe - est
- Comitatul Lincoln - sud
- Comitatul Socorro - sud
- Comitatul Valencia - vest
- Comitatul Bernalillo - nord-vest

## Demografie
|  | Graficele sunt indisponibile din cauza unor probleme tehnice. Mai multe informații se găsesc la Phabricator și la wiki-ul MediaWiki. |

Date: Wikidata - grafică realizată de Wikipedia